# Mark Messier Leadership Award
Mark Messier Leadership Award  je nejmladší cena, která začala být udělována od ročníku 2006/2007. Je předávána hráči který prokazoval v sezóně největší vůdčí schopnosti na ledě i mimo led.
Ocenění bylo pojmenováno po bývalém hráči NHL Marku Messierovi, který je mnohými sportovními novináři a fanoušky považován za jednoho z největších vůdců této hry v historii.

## Volení držitelé
| Mark Messier Leadership Award - (největší vůdčí schopnosti) |                   |                       |
| Sezóna                                                      | Hráč              | Tým                   |
| 2006–2007                                                   | Chris Chelios     | Detroit Red Wings     |
| 2007–2008                                                   | Mats Sundin       | Toronto Maple Leafs   |
| 2008–2009                                                   | Jarome Iginla     | Calgary Flames        |
| 2009–2010                                                   | Sidney Crosby     | Pittsburgh Penguins   |
| 2010–2011                                                   | Zdeno Chára       | Boston Bruins         |
| 2011–2012                                                   | Shane Doan        | Phoenix Coyotes       |
| 2012–2013                                                   | Daniel Alfredsson | Ottawa Senators       |
| 2013–2014                                                   | Dustin Brown      | Los Angeles Kings     |
| 2014–2015                                                   | Jonathan Toews    | Chicago Blackhawks    |
| 2015–2016                                                   | Shea Weber        | Nashville Predators   |
| 2016–2017                                                   | Nick Foligno      | Columbus Blue Jackets |
| 2017–2018                                                   | Deryk Engelland   | Vegas Golden Knights  |
| 2018–2019                                                   | Wayne Simmonds    | Nashville Predators   |
| 2019–2020                                                   | Mark Giordano     | Calgary Flames        |
| 2020–2021                                                   | Patrice Bergeron  | Boston Bruins         |
| 2021–2022                                                   | Anže Kopitar      | Los Angeles Kings     |
| 2022–2023                                                   | Steven Stamkos    | Tampa Bay Lightning   |
| 2023–2024                                                   | Jacob Trouba      | New York Rangers      |
| 2024–2025                                                   | Alexandr Ovečkin  | Washington Capitals   |
| Zdroj na eliteprospects.com                                 |                   |                       |